# Kuwejcko–Polska Misja Archeologiczna
Kuwejcko–Polska Misja Archeologiczna (Kuwaiti–Polish Archaeological Mission, KPAM) – ekspedycja archeologiczna prowadzona przez Centrum Archeologii Śródziemnomorskiej Uniwersytetu Warszawskiego im. Kazimierza Michałowskiego przy współpracy z National Council for Culture, Arts and Letters of the State of Kuwait. Badaniami kieruje prof. Piotr Bieliński (CAŚ UW) wspólnie z Hamidem al-Mutairim (NCCAL, od 2014 roku), a wcześniej z Sultanem al-Duwejszem (NCCAL, do 2013 roku). Ekspedycja prowadzi badania na stanowiskach Bahra 1 i Al-Subijah oraz na wyspie Fajlaka, obejmujących wykopaliska w osadzie Charajb el-Deszt, a także prospekcje podwodną i terenową wzdłuż wybrzeża wyspy.